# Saint-Marcellin (Isère)
Pour les articles homonymes, voir Saint-Marcellin.
Saint-Marcellin [sɛ̃ maʁsəlɛ̃]  est une commune française située dans la vallée sud du Grésivaudan, département de l'Isère, région Auvergne-Rhône-Alpes.
La commune se situe dans la basse vallée de l'Isère, dénommée également « Pays du Sud-Grésivaudan », entre Grenoble et Valence. Ancienne sous-préfecture de l'Isère, elle est la ville siège de la collectivité de Saint-Marcellin Vercors Isère Communauté et le bureau centralisateur du canton du Le Sud Grésivaudan.
Ses habitants sont appelés les Saint-Marcellinois.

## Géographie

### Situation et description
La commune de Saint-Marcellin est située dans la vallée de l'Isère dénommé localement Sud Grésivaudan, dans la partie occidentale du département du même nom.
Elle est distante (par la route) de 52 km de Grenoble, préfecture du département de l'Isère, de 124 km de Lyon et de 594 km de Paris. La cité accueille le siège de la communauté de communes Saint-Marcellin Vercors Isère Communauté dont elle est la principale commune en population.

### Géologie
Le territoire de Saint-Marcellin dans sa partie la plus basse repose essentiellement dans la plaine alluvionnaire de l'Isère dénommé Sud-Grésivaudan et la partie plus élevée correspond à la bordure orientale du plateau de Chambaran. Le bourg ancien se positionne dans un site légèrement en surélévation par rapport à la plaine alluvionnaire.
Quant au plateau de Chambaran, situé au nord du territoire, il s'agit d'un modeste ensemble de reliefs à l'aspect plutôt ondulé et constitué d'une base composée de molasse du miocène, recouverte en grande partie par un placage d'un terrain original.

### Climat
Pour des articles plus généraux, voir Climat d'Auvergne-Rhône-Alpes et Climat de l'Isère.
En 2010, le climat de la commune est de type climat océanique altéré, selon une étude du Centre national de la recherche scientifique s'appuyant sur une série de données couvrant la période 1971-2000. En 2020, Météo-France publie une typologie des climats de la France métropolitaine dans laquelle la commune est exposée à un climat de montagne ou de marges de montagne et est dans la région climatique  Alpes du nord, caractérisée par une pluviométrie annuelle de 1 200 à 1 500 mm, irrégulièrement répartie en été. 
Pour la période 1971-2000, la température annuelle moyenne est de 11,8 °C, avec une amplitude thermique annuelle de 17,7 °C. Le cumul annuel moyen de précipitations est de 951 mm, avec 9,3 jours de précipitations en janvier et 6,3 jours en juillet. Pour la période 1991-2020, la température moyenne annuelle observée sur la station météorologique de Météo-France la plus proche, « Chatte_sapc », sur la commune de Chatte à 3 km à vol d'oiseau, est de 12,0 °C et le cumul annuel moyen de précipitations est de 967,8 mm,. Pour l'avenir, les paramètres climatiques de la commune estimés pour 2050 selon différents scénarios d'émission de gaz à effet de serre sont consultables sur un site dédié publié par Météo-France en novembre 2022.
| Mois                                  | jan.            | fév.            | mars           | avril         | mai           | juin          | jui.          | août           | sep.          | oct.            | nov.            | déc.            | année      |
| ------------------------------------- | --------------- | --------------- | -------------- | ------------- | ------------- | ------------- | ------------- | -------------- | ------------- | --------------- | --------------- | --------------- | ---------- |
| Température minimale moyenne (°C)     | −0,5            | −0,2            | 2,4            | 5,2           | 9,1           | 12,5          | 14,3          | 14,1           | 10,8          | 7,6             | 3,1             | 0,1             | 6,5        |
| Température moyenne (°C)              | 3,4             | 4,4             | 8,1            | 11,2          | 15,2          | 19            | 21,3          | 21             | 16,9          | 12,8            | 7,3             | 3,8             | 12         |
| Température maximale moyenne (°C)     | 7,2             | 9               | 13,8           | 17,3          | 21,2          | 25,5          | 28,3          | 27,9           | 22,9          | 17,9            | 11,5            | 7,5             | 17,5       |
| Record de froid (°C) date du record   | −16,5 11.01.10  | −15,7 05.02.12  | −11,4 01.03.05 | −4,7 08.04.03 | −0,4 17.05.12 | 2,5 03.06.06  | 5,9 13.07.00  | 4,8 30.08.1998 | 1,4 26.09.02  | −4,7 31.10.1997 | −10 27.11.05    | −18,5 30.12.05  | −18,5 2005 |
| Record de chaleur (°C) date du record | 19,1 28.01.1990 | 23,3 24.02.1990 | 27 22.03.1990  | 30,1 28.04.12 | 33,7 17.05.22 | 37,7 22.06.03 | 38,7 18.07.22 | 40,9 13.08.03  | 32,6 04.09.23 | 29,4 09.10.23   | 23,9 06.11.1997 | 22,6 18.12.1989 | 40,9 2003  |
| Précipitations (mm)                   | 66,4            | 53,5            | 64             | 83,5          | 95,8          | 81            | 68,3          | 82,2           | 100,7         | 107,5           | 98,8            | 66,1            | 967,8      |

### Hydrographie
Bien que situé en grande partie dans la plaine alluvionnaire de l'Isère, un des principaux affluents du Rhône, le territoire de Saint-Marcellin n'en est pas limitrophe (à quelques centaines de mètres près). Par contre, il est bordé dans sa partie orientale par un affluent de l'Isère, la Cumane, petite rivière issue du Plateau de Chambaran qui la sépare de la commune voisine de Saint-Sauveur.

### Voies de communication

Le tracé de l'autoroute A 49.

La commune de Saint-Marcellin est traversée par deux voies de circulation à vocation nationale :
La route départementale 1092 (RD 1092) dénommée ainsi entre Romans et Voiron se dénommait avant son déclassement en route nationale 92. Cette ancienne route reliait Genève à Valence jusqu'en 1974 et traverse le bourg de Vinay du nord-ouest vers le sud-est.
L’autoroute A 49 qui traverse le territoire de la commune est une voie routière à grande circulation, qui relie Romans (Valence) à Grenoble. Elle a été mise en service définitivement en 1992.
Pour se rendre à Saint-Marcellin, il faut emprunter la sortie « Saint-Marcellin » au-delà de la barrière de péage de Chatuzange-le-Goubet dans le sens Valence-Grenoble et au-delà de la barrière de péage de Voreppe dans le sens Grenoble-Valence.
- 9 Saint-Marcellin (Isère) : Saint-Marcellin, Pont-en-Royans

La route départementale 518 (RD 518) permet de relier Pont-en-Royans, Saint-Vérand et Brézins.

### Transports locaux
Positionnée au cœur de la basse vallée de l'Isère, non loin de la vallée du Rhône, la commune correspond à un secteur de passage routier très important et reste assez bien desservie par divers moyens de transports dont le train et les autocars.

#### Transports ferroviaires

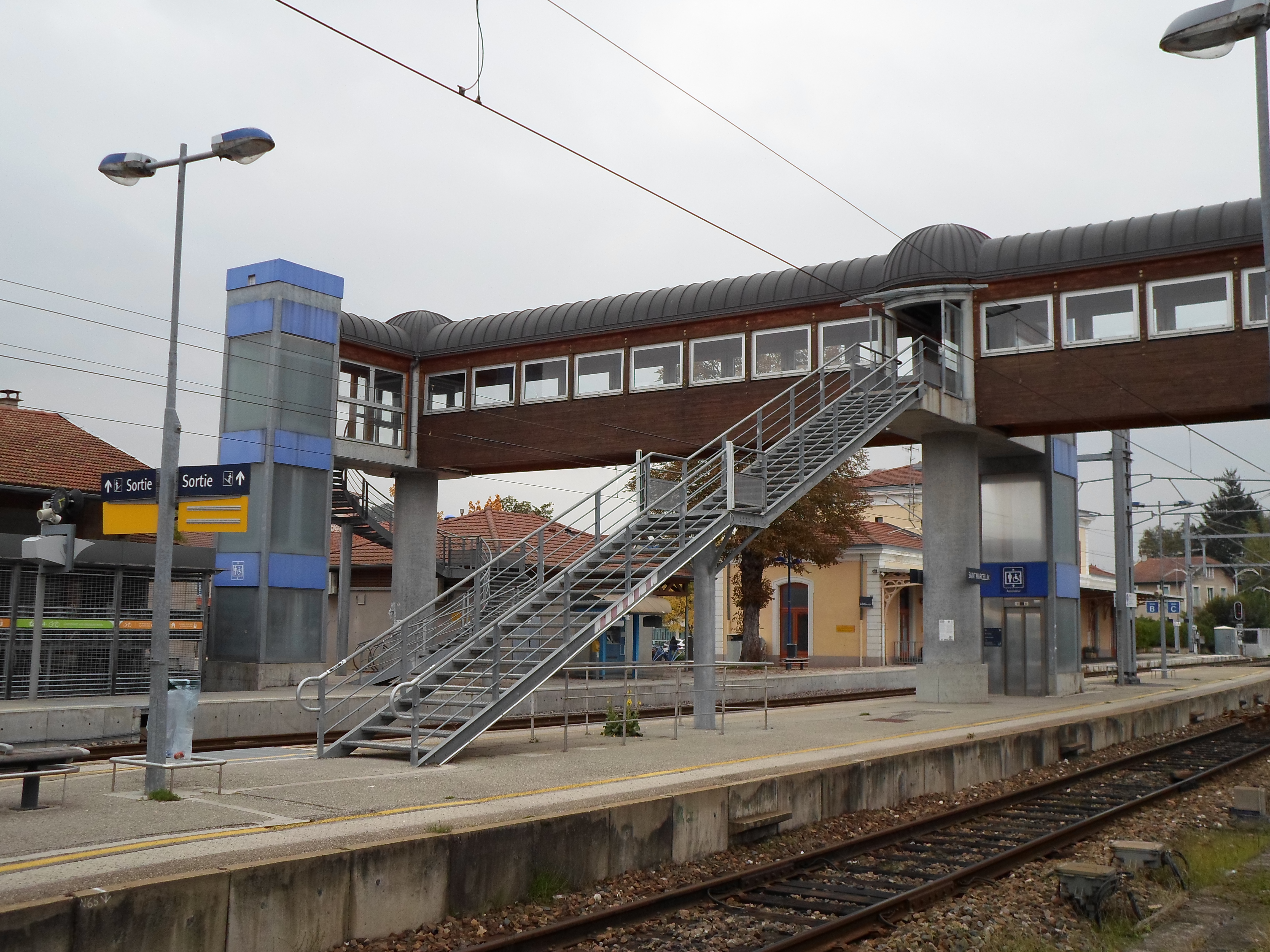
Gare de Saint-Marcellin et la passerelle voyageurs

La gare de Saint-Marcellin est desservie par les trains TER Auvergne-Rhône-Alpes, en provenance de Valence-Ville et à destination de Genève-Cornavin, de Grenoble et de Chambéry-Challes-les-Eaux. La gare bénéficie d'une correspondance avec des lignes d'autobus du réseau urbain local.
La ligne comporte plusieurs types de trafic. Les circulations TER s'élèvent à environ 50 trains entre Saint-Marcellin et Moirans.

#### Transports routiers

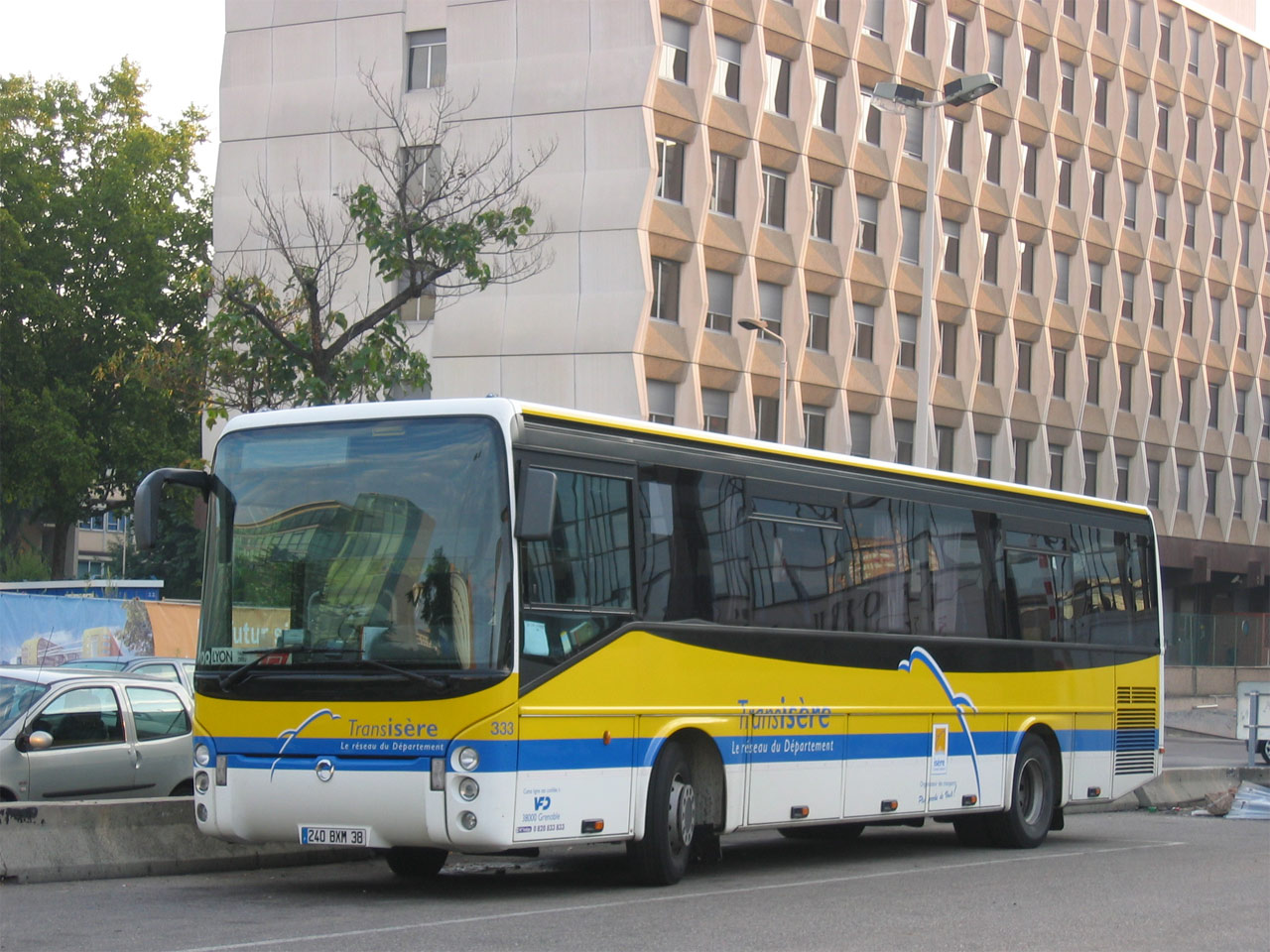
Autocar du réseau transisère

Pour se rendre de Saint-Marcellin à Grenoble, il existe également une ligne d'autocars géré par le réseau interurbain de l'Isère (autocars de la Région Auvergne-Rhône-Alpes) :
| Lignes                           | Dessertes                            | Transporteurs           |
| -------------------------------- | ------------------------------------ | ----------------------- |
| Ligne no T62 (anciennement 5200) | Saint-Marcellin ↔ Moirans ↔ Grenoble | Société Perraud Voyages |

Il existe également deux lignes d'autocars dites de proximité qui permettent de relier les villes et villages du secteur, géré par le même réseau :
| Lignes       | Dessertes                                       | Transporteurs   |
| ------------ | ----------------------------------------------- | --------------- |
| Ligne no T61 | Pont-en-Royans ↔ Saint-Romans ↔ Saint-Marcellin | Perraud Voyages |
| Ligne no T63 | Roybon ↔ Saint-Marcellin                        | Perraud Voyages |

## Toponymie
Sancti Marcellinii au XIe siècle puis Les Thermopyles pendant la Révolution. Saint Marcellin, présumé d'origine berbère et premier évêque d'Embrun, évangélise la région avec saint Vincent et saint Domnin.

## Urbanisme

### Typologie
Au 1er janvier 2024, Saint-Marcellin est catégorisée petite ville, selon la nouvelle grille communale de densité à sept niveaux définie par l'Insee en 2022.
Elle appartient à l'unité urbaine de Saint-Marcellin, une agglomération intra-départementale regroupant huit  communes, dont elle est ville-centre,,. Par ailleurs la commune fait partie de l'aire d'attraction de Saint-Marcellin, dont elle est la commune-centre,. Cette aire, qui regroupe 17 communes, est catégorisée dans les aires de moins de 50 000 habitants,.

### Occupation des sols
L'occupation des sols de la commune, telle qu'elle ressort de la base de données européenne d’occupation biophysique des sols Corine Land Cover (CLC), est marquée par l'importance des territoires agricoles (56,8 % en 2018), en diminution par rapport à 1990 (68,9 %). La répartition détaillée en 2018 est la suivante :
zones urbanisées (31,7 %), zones agricoles hétérogènes (27,6 %), terres arables (12,8 %), prairies (12,8 %), zones industrielles ou commerciales et réseaux de communication (8,4 %), cultures permanentes (3,6 %), forêts (3,1 %). L'évolution de l’occupation des sols de la commune et de ses infrastructures peut être observée sur les différentes représentations cartographiques du territoire : la carte de Cassini (XVIIIe siècle), la carte d'état-major (1820-1866) et les cartes ou photos aériennes de l'IGN pour la période actuelle (1950 à aujourd'hui).

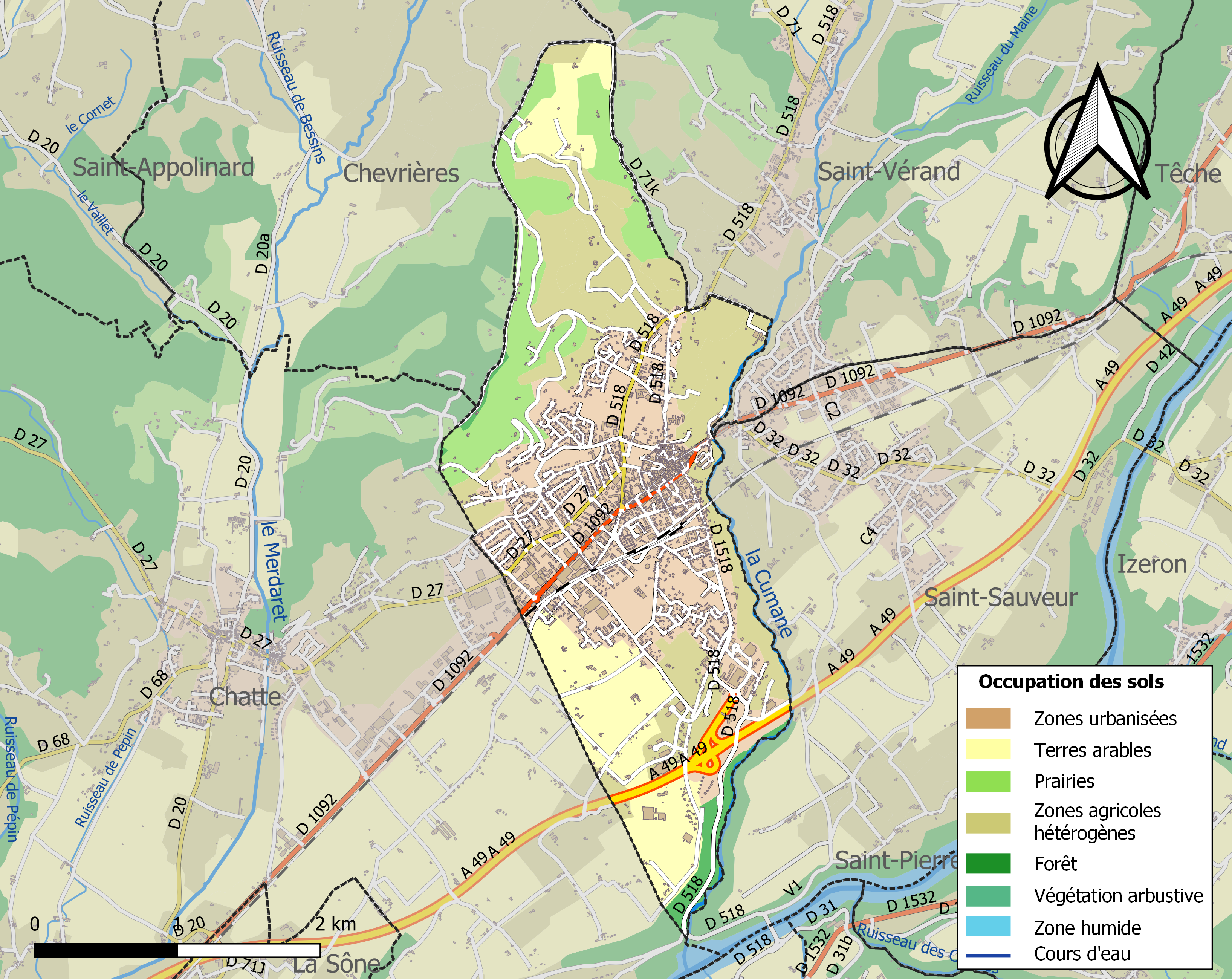
Carte des infrastructures et de l'occupation des sols de la commune en 2018 (CLC).
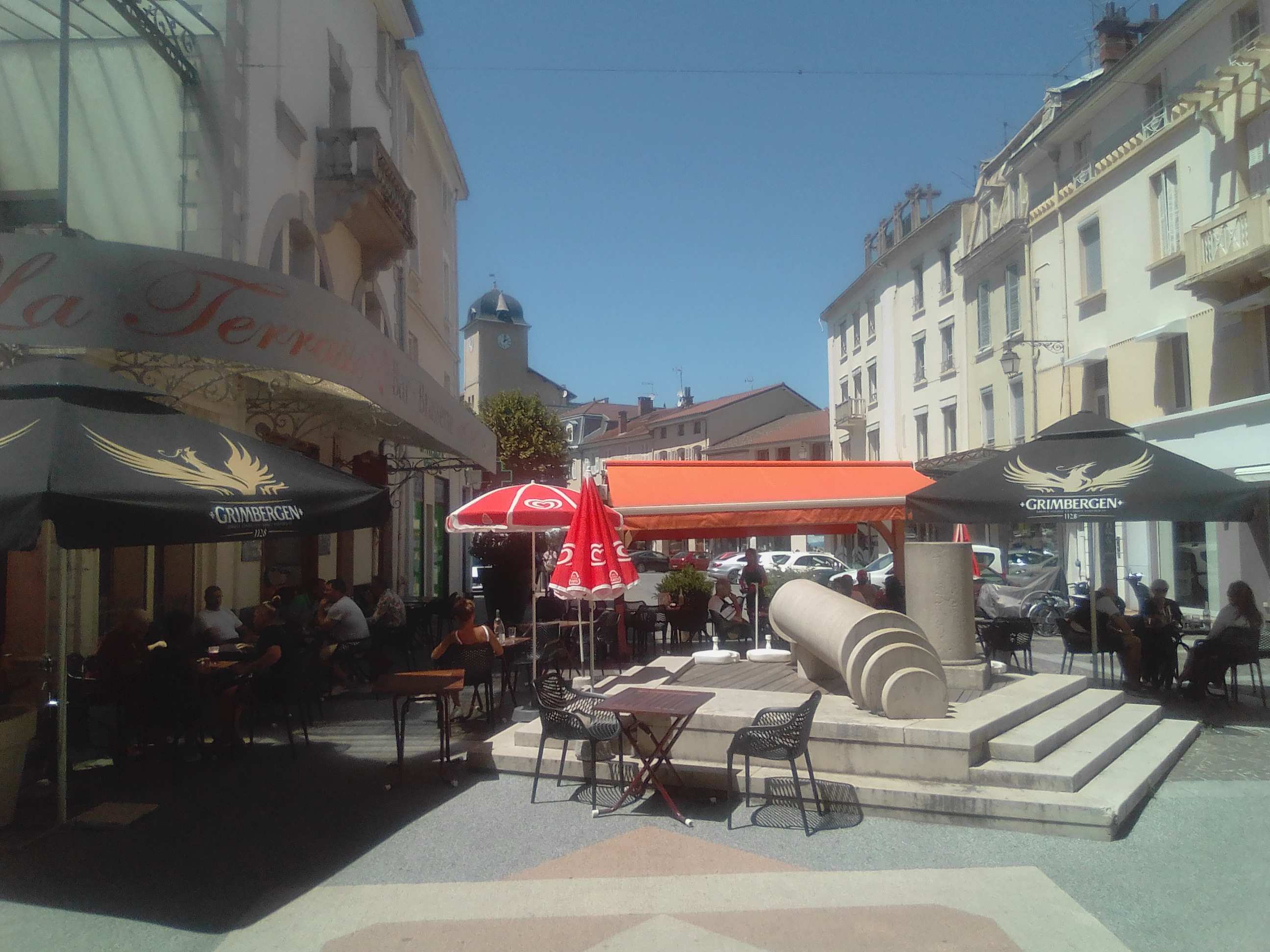
Le centre-ville.

### Hameaux lieux-dits et écarts
Voici, ci-dessous, la liste la plus complète possible des divers hameaux, quartiers et lieux-dits résidentiels urbains comme ruraux, ainsi que les écarts qui composent le territoire de la commune de Saint-Marcellin, présentés selon les références toponymiques fournies par le site géoportail de l'Institut géographique national.
| - Haut Plan - Bas Plan - Ferme Hiver - Chavausan - Domont - la Mouchillone | - la Fusillère - le Mollard (Château) - l'Ermitage - Ronchive - les Ouillères - Bellevue (Couvent) | - le Colombier - Falcatière - la Plaine - la Rivallière - Les Échavagnes (ZI) - Bertiqiuère |

### Risques naturels et technologiques

#### Risques sismiques
L'ensemble du territoire de la commune de Saint-Marcellin est situé en zone de sismicité no 4, en limite de la zone no 3 (sur une échelle de 1 à 5) qui se situe à l'ouest du territoire communal et qui concerne tout le secteur occidental du département de l'Isère.
| Type de zone | Niveau            | Définitions (bâtiment à risque normal) |
| ------------ | ----------------- | -------------------------------------- |
| Zone 4       | Sismicité moyenne | accélération = 1,6 m/s2                |

## Histoire
Pour un article plus général, voir Histoire de l'Isère.

### Préhistoire
Durant la période du Mésolithique (de 9 000 à 5 000 av. J.-C), marquée par de nombreux changements économiques et sociaux, liés notamment au développement de la forêt en Europe à la suite du bouleversement écologique se traduisant par un réchauffement climatique, les hommes s’installèrent dans les différents massifs du département sous des abris rocheux et des grottes. Le site des « Lots », sur la commune de Saint-Marcellin, témoigne de l'activité agro-pastorale qu'il y avait de ce côté de l'Isère.

### Moyen Âge
Au XIe siècle, le nom de la paroisse est attesté grâce à la mention d'une église dédiée à saint Marcellin, premier évêque d'Embrun. Le siège du conseil delphinal s'y établit entre 1337 à 1340 pour ensuite être transféré à Grenoble où il prendra le nom de parlement du Dauphiné.
Au début du XIVe siècle le dernier dauphin de Viennois Humbert II fait bénéficier la cité de Saint-Marcellin de divers privilèges et accorde à ses habitants en 1343 une charte de libertés, franchises et privilèges. Ce prince autorise également la construction d'une enceinte fortifiée pour protéger cette cité importante dans la région.

### Époque contemporaine
Entre 1790 et 1794, Saint-Marcellin absorbe l'ancienne commune éphémère de Plan. Durant la Révolution française, la commune de Saint-Marcellin fut baptisée « les Thermopyles ».
Elle fut chef-lieu de district de 1790 à 1795 et d'arrondissement de 1800 à 1926.

## Politique et administration

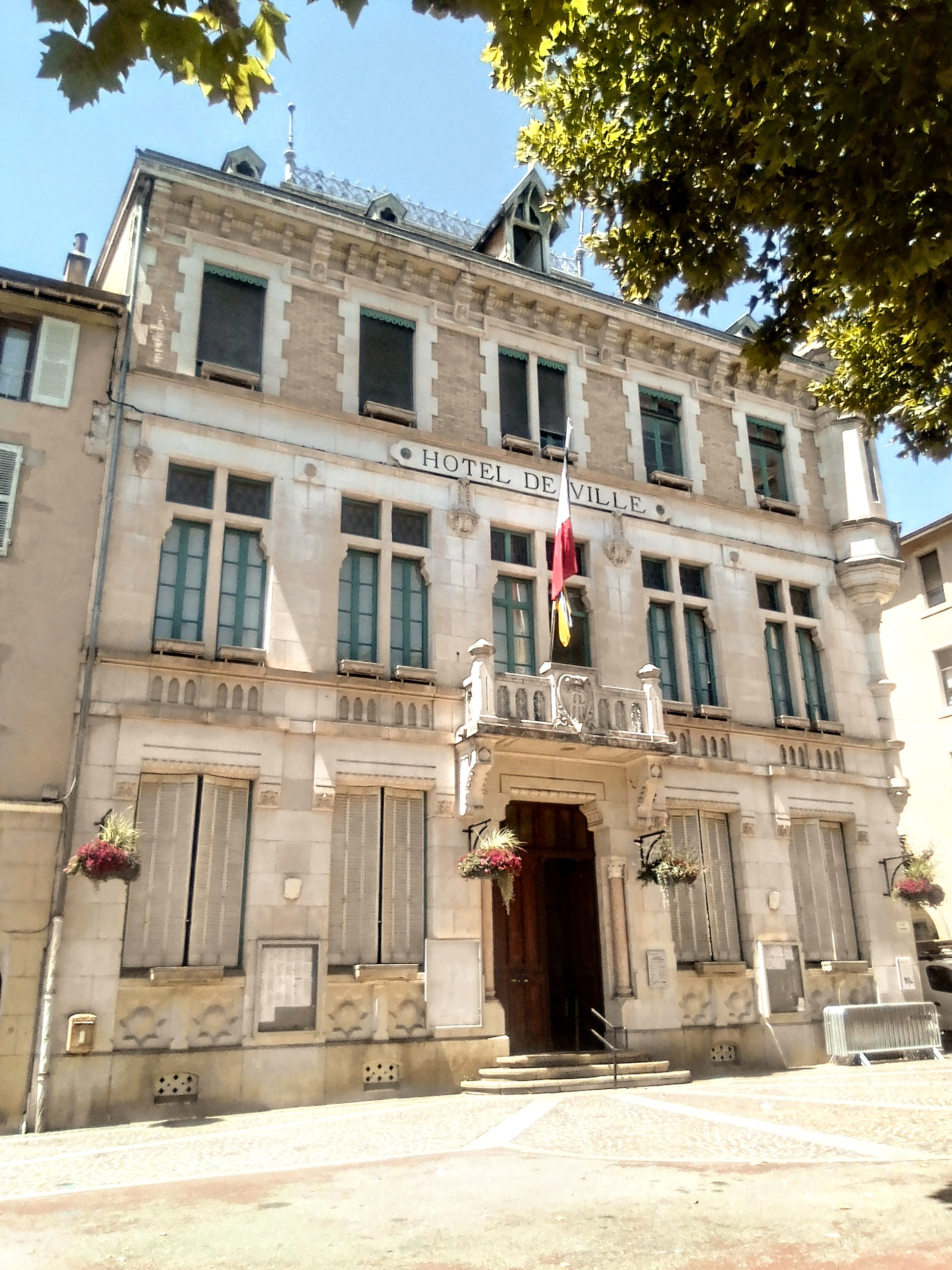
Mairie de Saint-Marcellin

### Administration municipale
En 2020, le conseil municipal de Saint-Marcellin compte vingt-sept membres (douze femmes et quinze hommes) dont un maire, huit adjoints au maire, cinq conseillers délégués et treize conseillers municipaux répartis dans quatre groupes.

### Liste des maires
| Période                                  | Période      | Identité          | Étiquette | Qualité                                                                                               |
| ---------------------------------------- | ------------ | ----------------- | --------- | --- |
| 1858                                     | 1860         | Jacques Bossan    |           | |
| 1919                                     | 1941         | Georges Dorly     | Rad.      | Vétérinaire Député de l'Isère (1924-1928) Conseiller général du canton de Saint-Marcellin (1911-1940) |
| mai 1945                                 | mars 1965    | Ferdinand Brun    | DVD       | Industriel (producteur de fromages)                                                                   |
| mars 1965                                | mars 1983    | Paul Picard       | FGDS      | Conducteur principal de travaux publics de l'État Député de l'Isère (1967-1968)                       |
| mars 1983                                | juin 1995    | Louis Ferrouillat | RPR       | Chef d'entreprise                                                                                     |
| juin 1995                                | juillet 2020 | Jean-Michel Revol | DVG       | Professeur des écoles Conseiller général du canton de Saint-Marcellin (2004-2011)                     |
| juillet 2020                             | En cours     | Raphaël Mocellin  | DVD       | Conseiller régional Auvergne Rhône Alpes                                                              |
| Les données manquantes sont à compléter. |              |                   |           | |

### Jumelages
La ville est jumelée avec :
- Grafing bei München (Allemagne) depuis 1994[29] ;
- Fiesso d'Artico (Italie) depuis 2007[29].

## Population et société

### Démographie
L'évolution du nombre d'habitants est connue à travers les recensements de la population effectués dans la commune depuis 1793. Pour les communes de moins de 10 000 habitants, une enquête de recensement portant sur toute la population est réalisée tous les cinq ans, les populations de référence des années intermédiaires étant quant à elles estimées par interpolation ou extrapolation. Pour la commune, le premier recensement exhaustif entrant dans le cadre du nouveau dispositif a été réalisé en 2008.

En 2022, la commune comptait 7 705 habitants, en évolution de −3,87 % par rapport à 2016 (Isère : +3,07 %, France hors Mayotte : +2,11 %).
| 1793  | 1800  | 1806  | 1821  | 1831  | 1836  | 1841  | 1846  | 1851  |
| ----- | ----- | ----- | ----- | ----- | ----- | ----- | ----- | ----- |
| 3 013 | 3 047 | 3 215 | 2 780 | 3 191 | 2 885 | 3 116 | 3 408 | 3 460 |

| 1856  | 1861  | 1866  | 1872  | 1876  | 1881  | 1886  | 1891  | 1896  |
| ----- | ----- | ----- | ----- | ----- | ----- | ----- | ----- | ----- |
| 3 459 | 3 295 | 3 173 | 3 340 | 3 307 | 3 250 | 3 393 | 3 392 | 3 308 |

| 1901  | 1906  | 1911  | 1921  | 1926  | 1931  | 1936  | 1946  | 1954  |
| ----- | ----- | ----- | ----- | ----- | ----- | ----- | ----- | ----- |
| 3 237 | 3 305 | 3 348 | 3 312 | 3 764 | 3 995 | 4 258 | 4 308 | 4 486 |

| 1962  | 1968  | 1975  | 1982  | 1990  | 1999  | 2006  | 2008  | 2013  |
| ----- | ----- | ----- | ----- | ----- | ----- | ----- | ----- | ----- |
| 5 298 | 6 186 | 6 779 | 6 795 | 6 696 | 6 955 | 7 694 | 7 895 | 8 086 |

| 2018  | 2022  | - | - | - | - | - | - | - |
| ----- | ----- | - | - | - | - | - | - | - |
| 7 791 | 7 705 | - | - | - | - | - | - | - |

### Enseignement
Rattachée à l'académie de Grenoble, la commune de Saint-Marcellin héberge plusieurs établissements scolaires dont trois écoles maternelles publiques et une privée, trois écoles primaires publiques et une privée, ainsi qu'un collège public (Le Savouret), un lycée polyvalent public et un lycée technologique privé.

### Manifestations culturelles et festivités

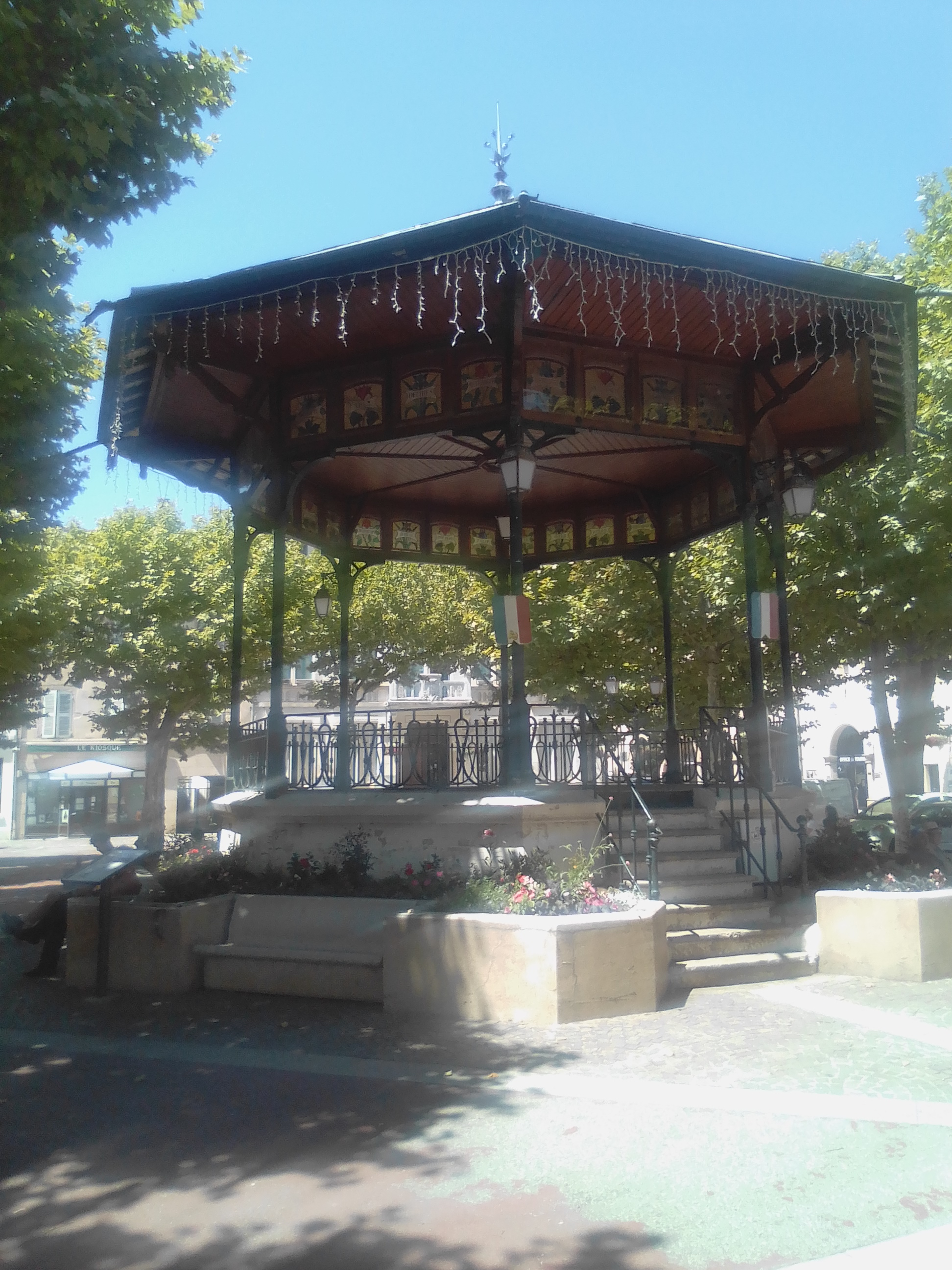
Le kiosque à musique.

- Fête du Saint-marcellin et de la Noix de Grenoble (juin): démonstrations culinaires, marché, animations familiales, la deuxième édition se déroulera en juin 2025[35].
- Salon du livre de Saint-Marcellin (festival bisannuel) qui rassemble de nombreux auteurs[36].
- Salon du bien-être de Saint-Marcellin[37].
- Festival Barbara de la chanson française (au printemps)[38].
- De 1990 à 2001, les Marsiannes, festival de vidéo d'aventures sportives et de découvertes.
- 1er week-end du mois de juillet : Rallye National de Saint-Marcellin sur le champ de mars.
- Fête du Vélo : organisée tous les ans au mois de mai sur le Champ de Mars[réf. nécessaire].

### Sports
La ville possède de nombreux équipements sportifs et un grand nombre de clubs sportifs. À ce niveau, elle a gagné le challenge L'Équipe de la ville la plus sportive de France de moins de 20 000 habitants en 2013. Ses principaux clubs sont :
- l'Olympique Saint-Marcellin, foot ;
- le club de lai muoi de Saint-Marcellin (arts martiaux) ;
- le Groupement Foot Pays de Saint-Marcellin, foot ;
- le Saint-Marcellin Sports (SMS), rugby ; champion de France honneur 2017
- le Basket Saint-Marcellin, basket ;
- la Jeanne d'Arc de Saint-Marcellin, gymnastique ;
- l'Aquatique Club Olympide, natation, triathlon ;
- le Handball Pays de Saint-Marcellin (HBPSM), handball ;
- le judo club de Saint-Marcellin, judo ;
- le Tchi Kong pour enfant de Saint-Marcellin[39], Qi gong - Tai-chi-chuan ;
- l'Amicale Laïque de Saint-Marcellin, regroupant notamment athlétisme, volley-ball, tir olympique et plongée[40],[41] ;
- le Futsal Saint-Marcellin, futsal ;
- l'Athletic Club Saint-Marcellin, haltérophilie, musculation force athlétique et culturisme ;
- le Rallye de Saint-Marcellin au début du mois de juillet, sport automobile.

### Médias

#### Internet
En 2010, la commune de Saint-Marcellin a été récompensée par le label « Ville Internet @@ »[Passage à actualiser].

#### Presse audiovisuelle
La commune est située sur l'aire de diffusion de la radio Ici Isère, une radio publique qui émet sur tout le territoire du département de l'Isère.

#### Presse écrite
Historiquement, le quotidien à grand tirage Le Dauphiné libéré consacre, chaque jour, y compris le dimanche, dans son édition du Sud Grésivaudan, un ou plusieurs articles à l'actualité de la ville et de la communauté de communes, ainsi que des informations sur les éventuelles manifestations locales, les travaux routiers, et autres événements divers à caractère local. Depuis 1829, le Mémorial de l'Isere est un hebdomadaire basé a Saint Marcellin, et dédié a l'information sur tout le Sud Gresivaudan.

### Cultes
La communauté catholique et l'église de Saint-Marcellin (propriété de la commune) dépendent de la paroisse Saint-Luc de Grésivaudan qui, est elle-même rattachée au diocèse de Grenoble-Vienne. Le temple protestant se trouve dans la Grande Rue.

## Économie

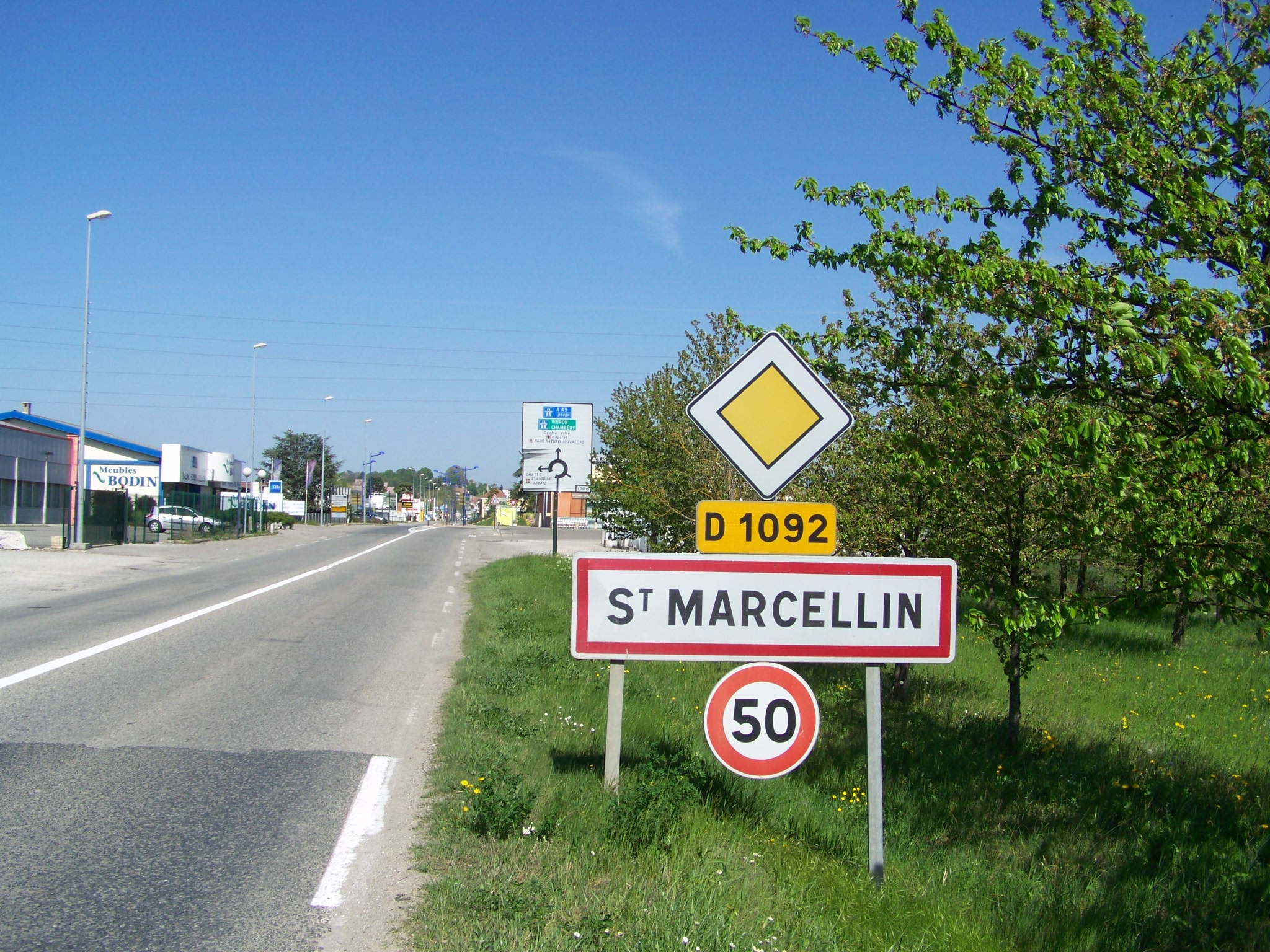
Entrée de la commune au niveau des zones artisanales

Le réseau d’entreprise « les Industriels du Sud-Grésivaudan » (AISG) dont le siège est situé à Saint-Marcellin, regroupe 50 des principales entreprises du territoire et contribue à la dynamique du tissu industriel.

### Activité commerciale
La commune héberge des commerces de détail et de grande distribution. Deux stations de recharge de véhicule électrique de quatre emplacements chacun sont disponibles gratuitement sur les parkings des supermarchés (E.Leclerc et Lidl) et un superchargeur payant boulevard Riondel.

### Activité industrielle et agricole
Le parc d'activités du plateau des Echavagnes est situé sur le territoire saint-marcellinois. Celui-ci héberge des entreprises exerçant dans le domaine La plasturgie, du matériel électrique de la métallurgie, de la transformation du bois, mais également des industries agroalimentaires liées à l'AOC et IGP Noix de Grenoble du fromage de Saint-Marcellin, du Bleu du Vercors-Sassenage et des ravioles du Royans).

## Culture locale et patrimoine

### Lieux et monuments

#### L'église paroissiale Saint-Marcellin
L'église de Saint-Marcellin date du XIIe siècle et est inscrit partiellement au titre des monuments historiques par arrêté du 28 octobre 1926. Seul le clocher est inscrit.

#### La maison dite «Le Bateau Ivre»
Le Bateau ivre est une maison située au 22 avenue de la Saulaie et datant de 1956. Cette bâtisse est l'œuvre des artistes Pierre Székely (architecte, sculpteur), Vera Székely (céramiste) et André Borderie (peintre), associés à l’architecte Louis Babinet et au paysagiste Michel Bourne. 
L'intérieur et l'extérieur de la maison, le garage et le jardin font l'objet d'une inscription au titre des monuments historiques par arrêté du 14 septembre 2007. Depuis 2003, l'édifice est labellisé « Patrimoine du XXe siècle » de l'Isère.

#### L'espace mémoire du tabac
Cet espace est situé dans la « maison de l'économie de Saint-Marcellin ». Il s'agissait de l'ancien centre de fermentation des tabacs en feuilles géré par la SEITA (Société d'exploitation industrielle des tabacs et des allumettes) lorsque la culture du tabac était tres présente dans la région.

#### Le monument aux morts
Assez original dans sa facture, le monument aux morts de Saint-Marcellin, œuvre du sculpteur Michel de Tarnowsky, se présente sous la forme d'une stèle dont le bas-relief représente une femme pleurant devant la tombe d'un poilu. De l'autre côté, on peut découvrir une femme debout avec regard triste avec deux médaillons de poilus. le tout est entouré d'une importante ornementation végétale.

#### Les autres monuments
- Les vestiges du château de Saint-Marcellin. Le château delphinal fut fondé en même temps que la ville par les Dauphins.
- L'ancien couvent des Carmes
- L'ancien centre de fermentation de tabac de Saint-Marcellin, initialement composé de quatre imposants bâtiments élevés entre 1883 et 1887[51], accueille aujourd'hui la Maison de l'économie du pays de Saint-Marcellin. Elle est située entre la rue du Colombier et l'avenue Jules David.
- La maison forte du Mollard, des XIVe et XVIe siècles, où habita Laurent de Maugiron (1528 - 1588), aujourd'hui un restaurant[52].

- Les vestiges de l'enceinte médiévale (grandes sections de courtines, bastion et sept des treize tours carrées).
- Le kiosque à musique

Quelques photos de divers bâtiments de Saint-Marcellin
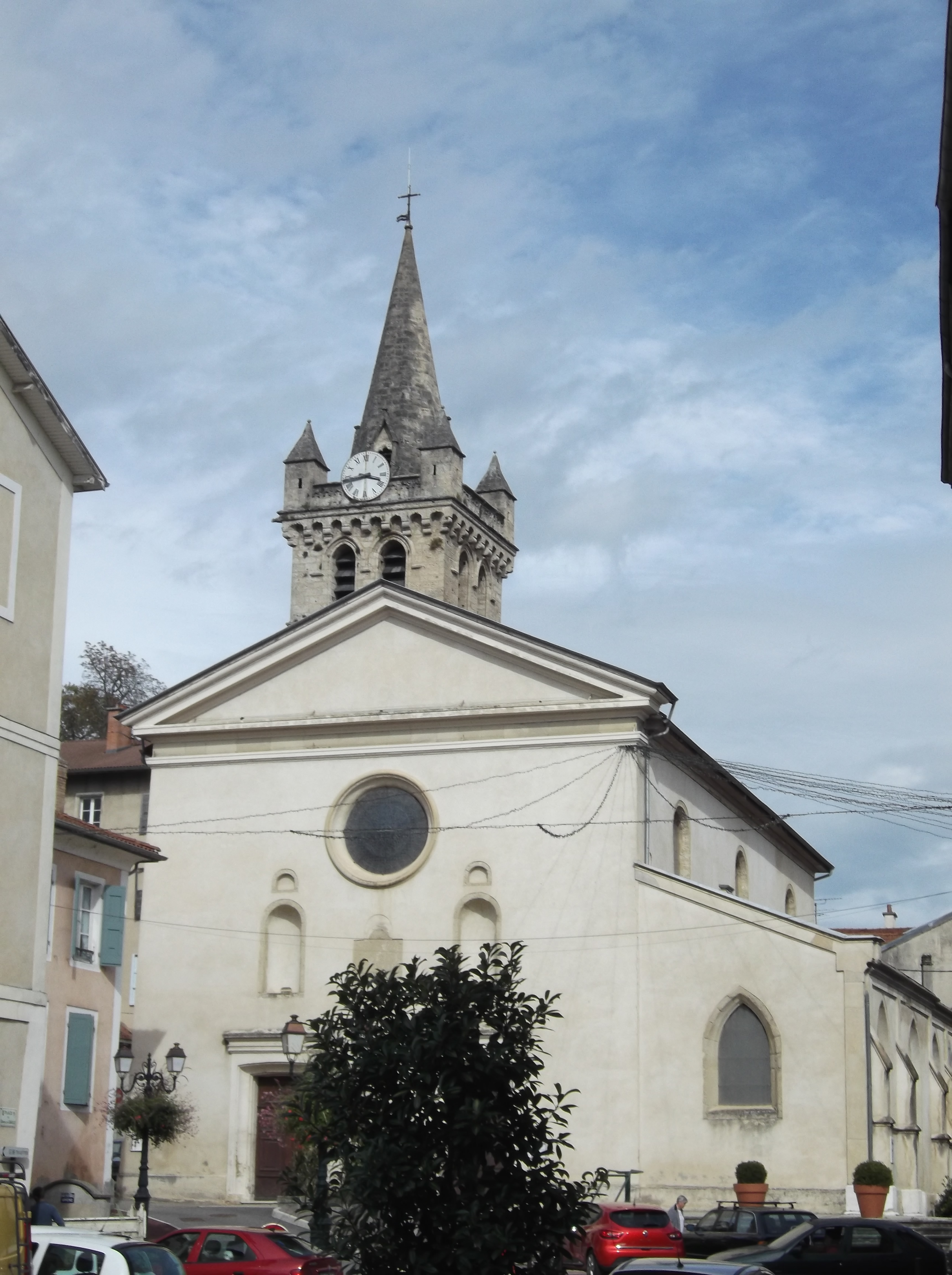
Porche de l'église St Marcellin
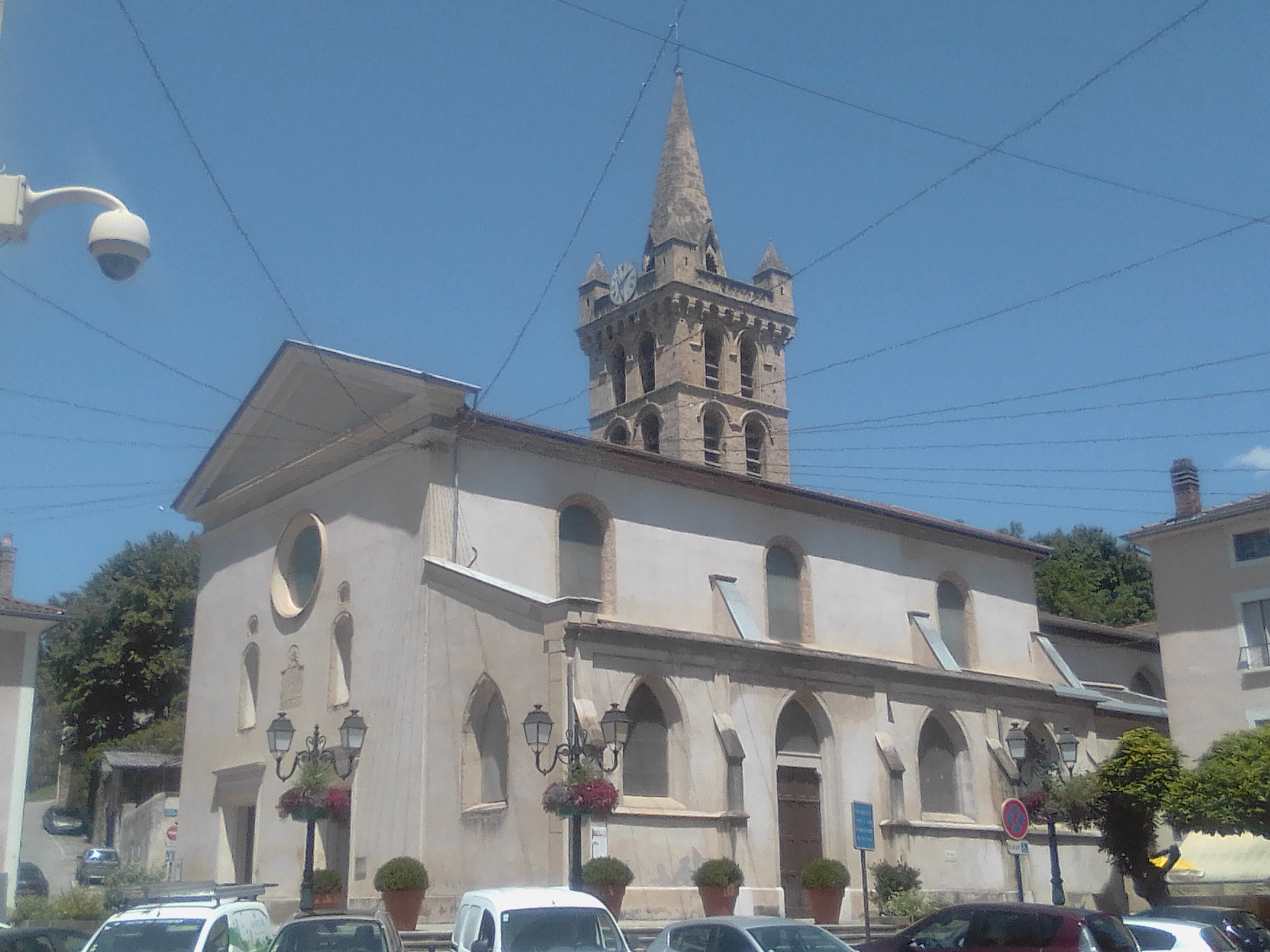
Église de Saint-Marcellin (vue générale)
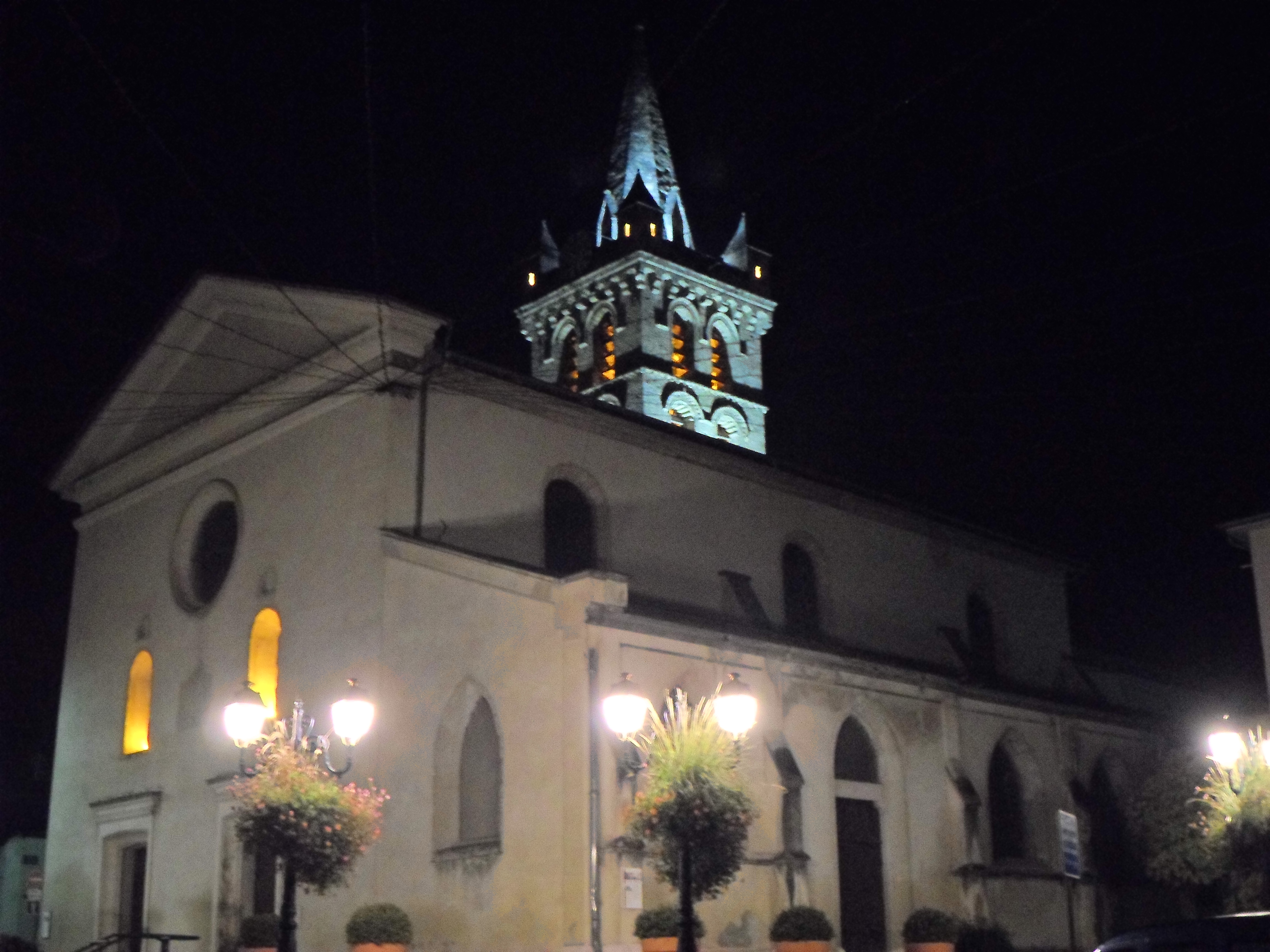
Vue nocturne de l'église
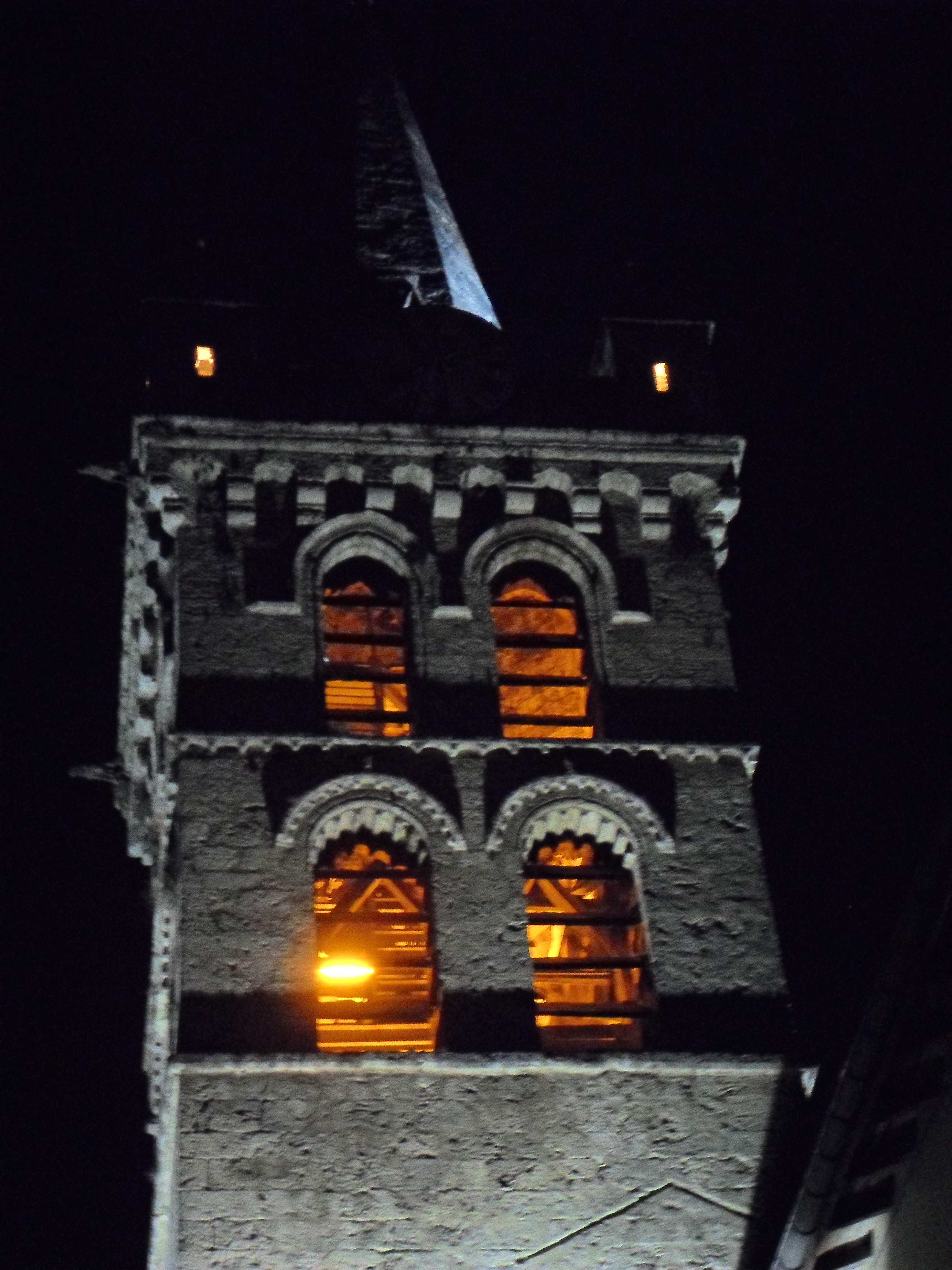
Vue nocturne du clocher de l'église
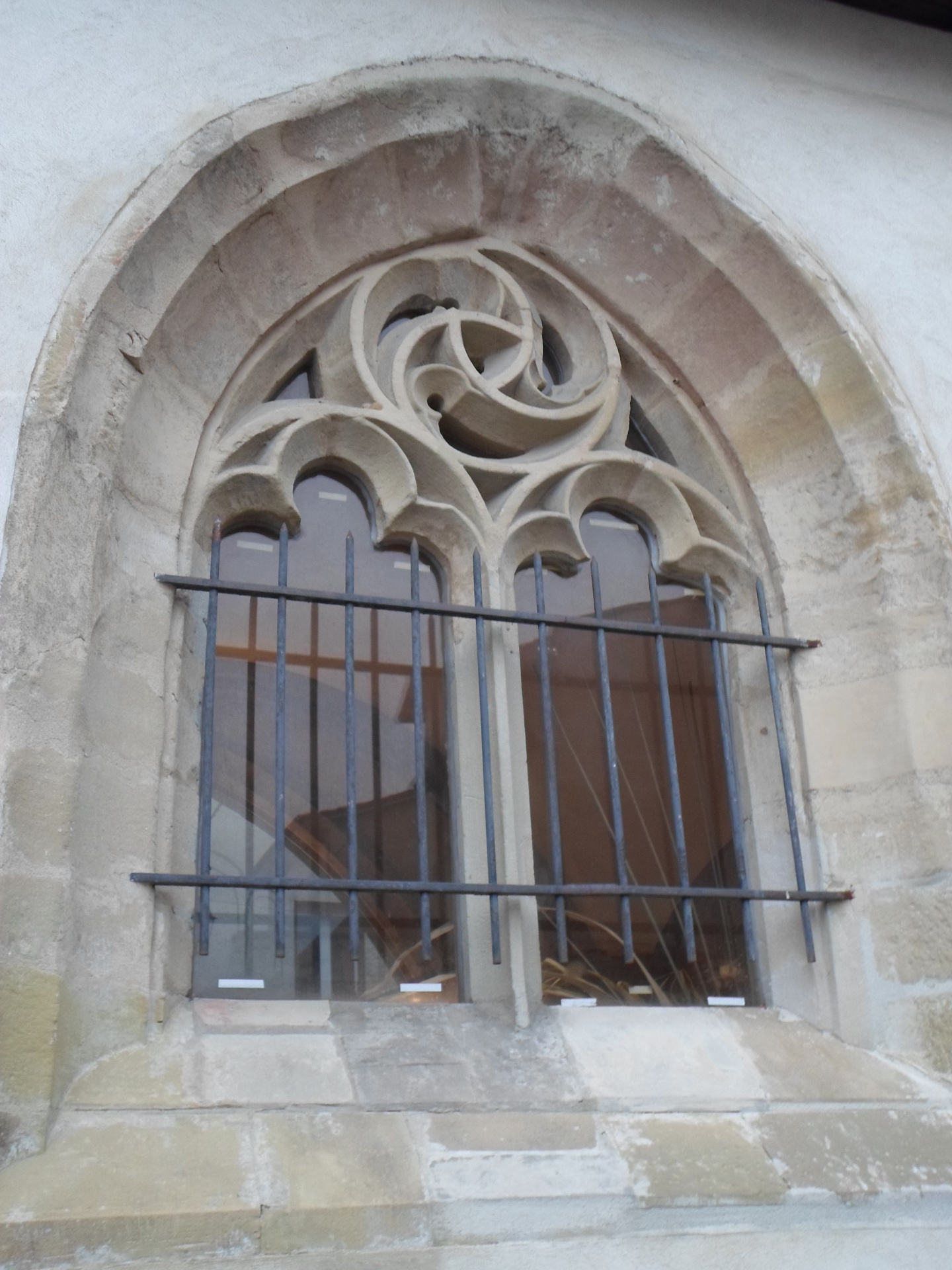
L'ancien couvent des Carmes (fenetre sculptée avec Triskèle)
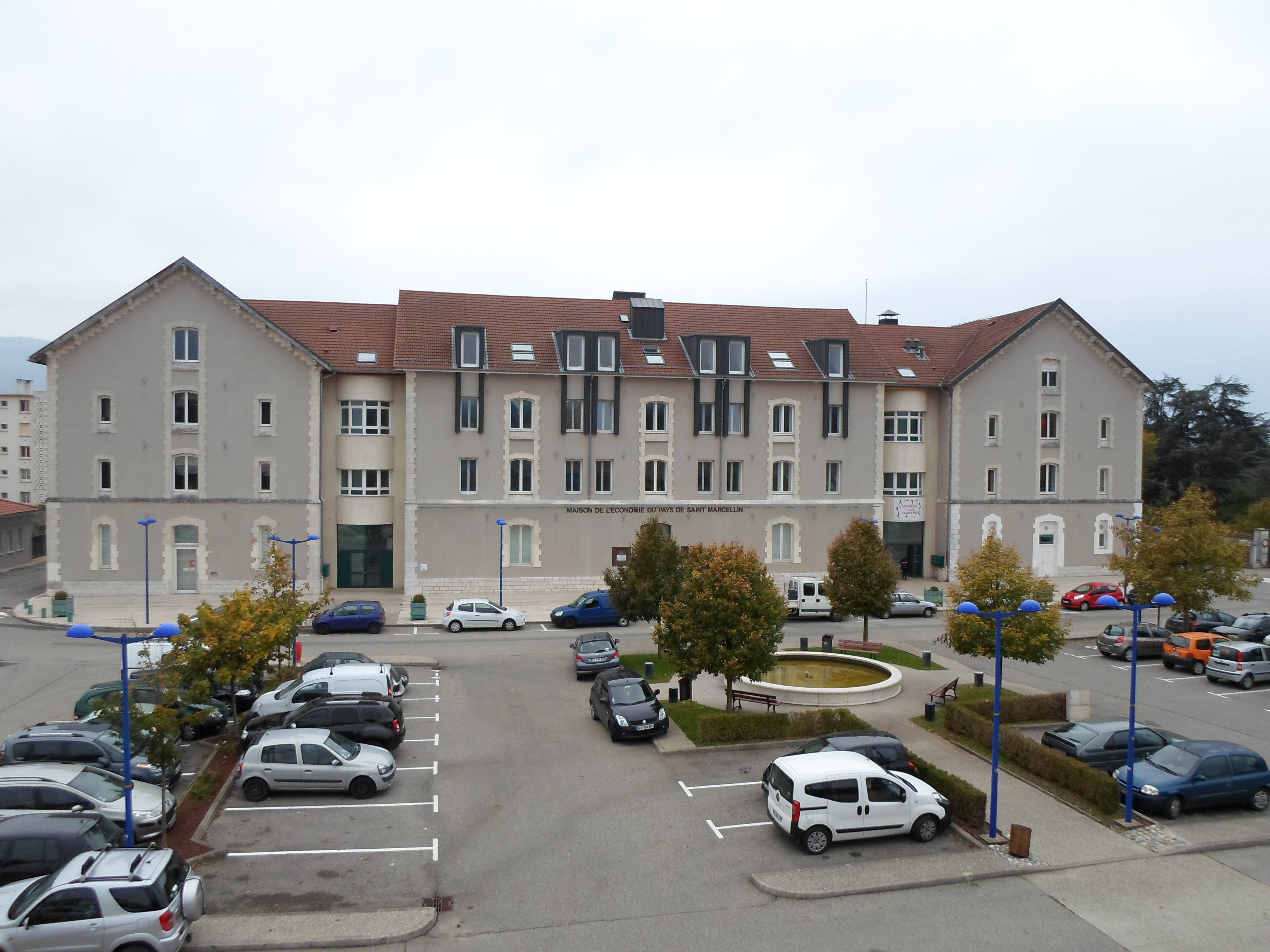
Ancien centre de fermentation du tabac

### Espaces verts et fleurissement
En mars 2017, la commune confirme le niveau « une fleur » au concours des villes et villages fleuris, ce label récompense le fleurissement de la commune au titre de l'année 2016.

#### Langue régionale

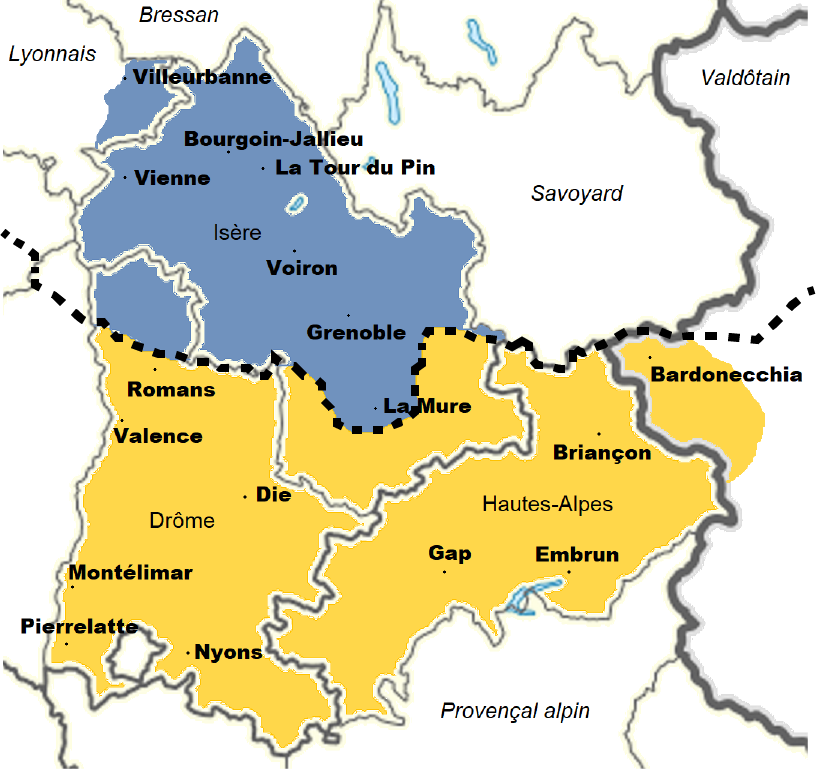
Carte linguistique du Dauphiné : Le dauphinois est un dialecte arpitan parlé dans le nord du Dauphiné. La moitié sud du Dauphiné est quant à elle du domaine linguistique de l'occitan et de son dialecte local, le vivaro-alpin.

Historiquement, sur le plan linguistique, le territoire de Saint-Marcellin ainsi que l'ensemble du Sud-Grésivaudan se situent à l'ouest de l'agglomération grenobloise et donc au cœur de la zone des patois ou « parlers » dauphinois. Ce secteur appartient au domaine de la langue dite francoprovençal ou arpitan au même titre que les parlers savoyards, vaudois, Valdôtains, bressans et foréziens,.
L'idée du terme, « francoprovençal », attribué à cette langue régionale parlée dans le quart de la France du Centre-Est différente du français, dit langue d'oil et de l'occitan, dit langue d'oc est l'œuvre du linguiste et patriote italien Graziadio Isaia Ascoli en 1873 qui en a identifié les caractéristiques, notamment dans le Grésivaudan, les pays alpins et la vallée de l'Isère, depuis sa source jusqu'à sa confluence avec le Rhône.

### Personnalités liées à la commune

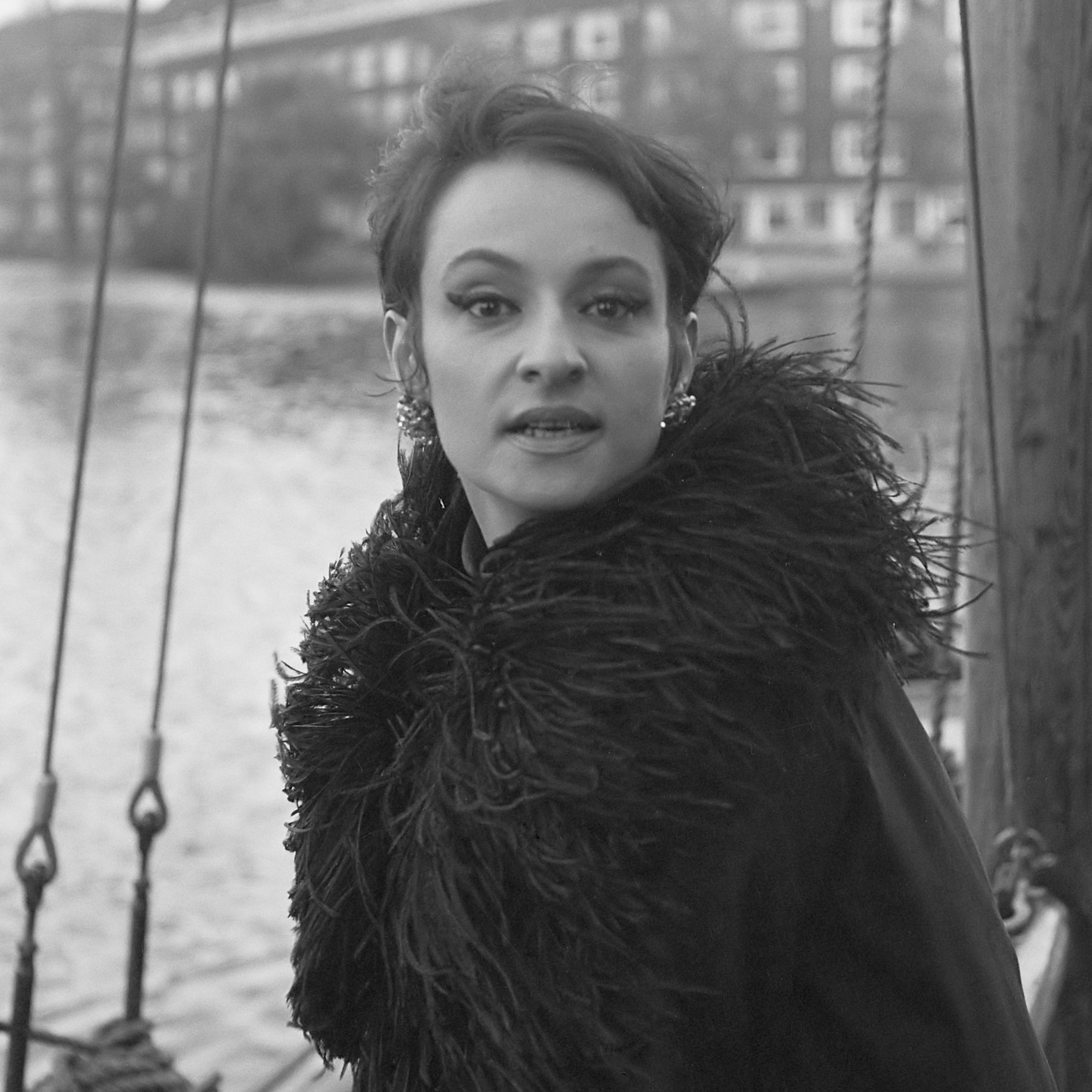
Barbara

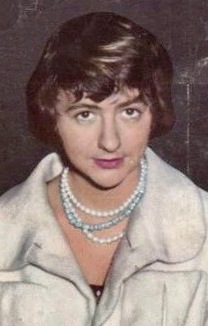
Françoise Sagan

- Aymar du Rivail, né en 1491 à Saint-Marcellin, juriste et historien.
- Claude Guichard Déageant, né à Saint-Marcellin en 1574. Intendant général des Finances sous Louis XIII, président de la chambre des comptes du Dauphiné, il est à l'origine de la décision de l'assassinat du maréchal d'Ancre (1617).
- Pierre-Augustin Vallier (1763-1846), homme politique, député de l'Isère de 1791 à 1792, maire de Saint-Marcellin, .
- Antoine François Brenier de Montmorand, né en 1767, général, assiégé et victorieux de Wellington au deuxième siège d'Almeida au Portugal (10 mai 1811).
- Alphonse Mayr de Baldegg, général franco-suisse, gendre du précédent, mort en 1875 à Saint-Marcellin.
- Clément Adrien Vincendon-Dumoulin, né en 1811 à Chatte, ingénieur hydrographe et marin, sert sous Dumont d'Urville. Il sera le premier homme à voir la Terre Adélie.
- Joseph Hugues Boissieu La Martinière, médecin et explorateur, membre de l'expédition de La Pérouse comme botaniste. Disparaît en 1788 à Vanikoro.
- Pierre Joseph Didier Boissieu (1754-1812), député de l'Isère.
- Pierre Joseph Jubié (1759-1843), homme politique, mort à Saint-Marcellin
- Guy-Joseph-François-Thimoléon d'Aubergeon de Murinais (1759-1831), député aux États généraux de 1789
- Pierre-Agathange Odier-Laplaine (1774-1825), homme politique né à Saint-Marcellin, député de l'Isère.
- Louis Riondel (1824-1889), né à Saint-Marcellin, magistrat et homme politique, considéré comme le premier député de l'opposition au régime impérial (1867) caricaturiste politique.
- Willi Münzenberg, fondateur du Parti communiste d'Allemagne, assassiné dans un bois de la commune de Montagne le 21 ou le 22 juin 1940.
- Barbara, chanteuse, qui était réfugiée (à l'âge de 7 ans), avec sa famille, à Saint-Marcellin durant l'Occupation, et dont un square de la ville porte le nom depuis 1998.
- Françoise Sagan (1935-2004), femme de lettres, dont le père dirigeait l'antenne de la Compagnie générale d'électricité de Saint-Marcellin, y passait week-ends et vacances sous l'Occupation[56].
- André Cottavoz (1922-2012), artiste peintre, qui est né à Saint-Marcellin.
- Gérard Courant, cinéaste, qui habita à Saint-Marcellin de 1952 à 1960 et qui a consacré plusieurs films à la ville.
- Christophe Manin, coureur cycliste.
- Pierre Ballouhey, illustrateur.
- Alexis-Paul Pachot d'Arzac (1844-1906), peintre né à Saint-Marcellin.
- Antoine-François Gauthier des Orcières, membre de la Convention nationale, mort en 1838 à Saint-Marcellin.
- Jacques Mignaux, directeur général de la gendarmerie nationale.
- René Fillet (1921-1996), né le 15 avril 1921 à Saint-Marcellin, bibliothécaire, directeur de la Bibliothèque publique d'information au Centre Pompidou.